# Viticulture au Kazakhstan

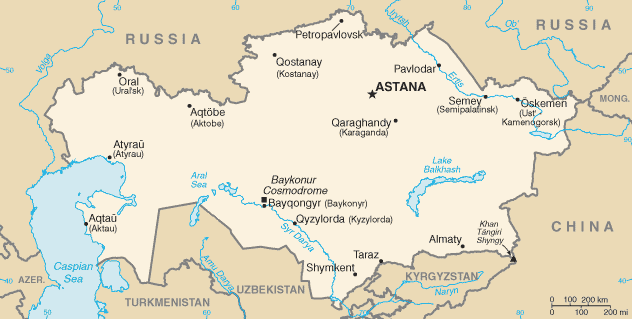
Carte du Kazakhstan éditée par la CIA

Les origines de la viticulture au Kazakhstan remontent au VIIe siècle apr. J.-C. quand les premières vignes furent apportées de Chine voisine et de l'actuel Ouzbékistan. Avec 4 % de sa surface propice à la culture de la vigne par ses qualités minérales, le pays produit en moyenne 230 000 hectolitres de vin par an sur 13 000 hectares cultivés. Chiffre insuffisant pour sa consommation nationale, le Kazakhstan importe plus de 80 % de sa consommation de vin représentant 30 millions de bouteilles par an.

## Historique

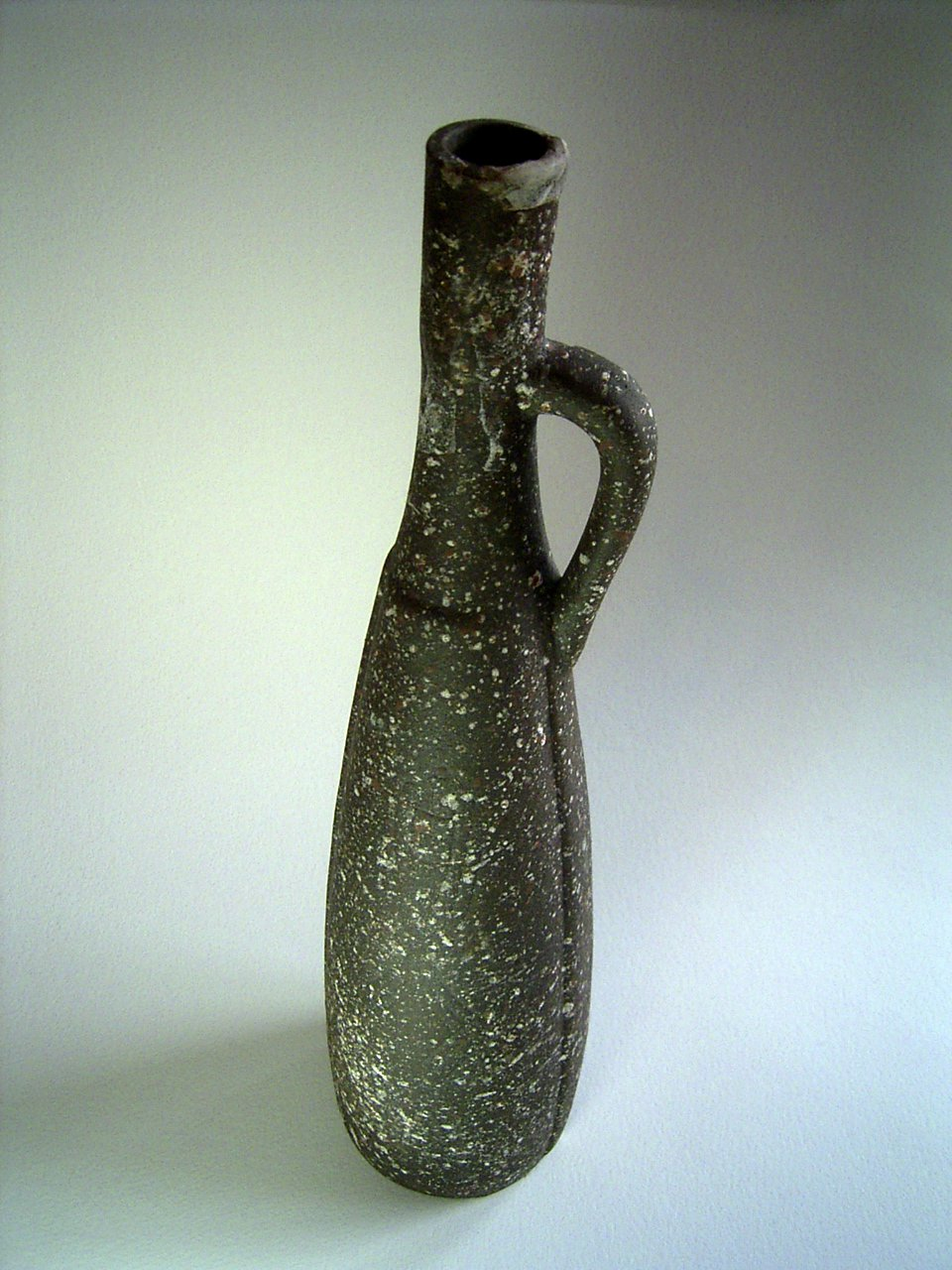
Vue d'une antique jarre à vin kazakhe

Les traces de viticulture remontant au VIIe siècle se situent dans les environs de Chimkent et  dans le piémont des monts Tian, ainsi que le long de la frontière actuelle avec la Kirghizie et autour d'Almaty. Les premiers cépages provenaient des régions de Ferghana, de Samarcande et du Xinjiang. Cependant la culture est très réduite à cause de la culture musulmane qui est introduite par les Turcs au cours des siècles suivants et qui proscrit le vin.
C'est à la fin du XIXe siècle avec l'arrivée des Russes que la viticulture reprend, mais surtout après la révolution, lorsque de grands combinats s'installent en République socialiste soviétique kazakhe et que des kolkhozes sont créés pour la viticulture avec des unités de production ouvertes à Alma-Ata (aujourd'hui Almaty), Chimkent et Taraz. Après la dissolution de l'URSS, ces compagnies privatisées se tournent vers la nouvelle Russie comme partenaire commercial principal. La production se concentre sur des vins de table bon marché.
Il n'y a pas de système de classification et d'appellation dans ce pays.

## Climat et géographie
Le Kazakhstan jouit d'un climat continental et les vignobles se trouvent majoritairement dans la partie méridionale du pays près des frontières de la Chine, du Kirghizistan et de l'Ouzbékistan, et aussi dans certains endroits bordant la mer Caspienne à l'ouest. Les précipitations annuelles vont de 100 à 150 mm près d'Atyraou et d'Aktioubé à 700 à 1 000 mm le long de la rivière Talas.

## Cépages
La production concerne surtout des vins de dessert, plus ou moins doux. Le pays a quarante variétés de raisin de table, dont moins de la moitié sert à la culture du vin. On rencontre surtout de l'aligoté, de l'aleatico, du cabernet franc, du cabernet sauvignon, du pinot noir, du riesling, du rkatsiteli, du saperavi, du muscat ottonel, du bayan shirey, du kouljinski, du maïski noir, et du magaratcha de la variété rubis (roubinovy). Les cépages géorgiens sont répandus mais des variétés plus internationales comme le sauvignon blanc ont été utilisées récemment. Le goût local se tourne cependant vers le vin rouge doux[réf. nécessaire].

## Vignobles
80 % de la production est issue de l'entreprise de vinification d'Issyk à 40 km à l'est d'Almaty qui a été rachetée en 1996 par une compagnie suisse et revendue récemment à la compagnie Dostar, basée au Kazakhstan. Elle suit les conseils de consultants australiens et italiens et a introduit de nouvelles technologies issues du « Nouveau Monde » concernant la presse, la fermentation, la filtration à flux croisés et la production d'azote. Elle bénéficie de sa situation, à 850 m d'altitude, au bord des monts Tian qui se trouvent au sud-est du pays. Il y a 210 hectares de vignes dans la région de Zaïlisky dans l'oblys d'Almaty. Il y en avait aussi à l'époque soviétique à Sarkand et Alakol, ainsi que des caves, mais elles ont été touchées par l'effondrement économique consécutif à la disparition de l'URSS.

## Source
- (en) Cet article est partiellement ou en totalité issu de l’article de Wikipédia en anglais intitulé « Kazakh wine » (voir la liste des auteurs).